# Volkspistole
A Volkspistole ("Pistola do Povo") foi um projeto de "pistola de emergência", na Alemanha Nazista, no final da Segunda Guerra Mundial para prover uma pistola simples e de baixo custo para os membros da Volkssturm, uma milícia instituída por Adolf Hitler, como "última linha de defesa".

## Visão geral
O projeto da Volkspistole, foi montado a partir de prensagens de aço simples com um mínimo de peças usinadas. Apenas protótipos foram produzidos antes do final da Segunda Guerra Mundial.
Os protótipos da Mauser tinham um sistema de travamento incomum que direcionava os gases propelentes para a frente para retardar o movimento do cano até que a bala saísse dele, mas essa alternativa foi abandonada.
Alguns protótipos foram fabricados, todos acionados por ação de "blowback" de recuo curto, a Walther, aperfeiçoou o projeto, com um sistema de cano rotativo.
A Gustloff-Werke também fabricou alguns desses protótipos. Cada um deles, tinha o mecanismo de ação ligeiramente diferentes dos demais. Não se tem notícia de que algum desses protótipos tenha sido produzido em escala por alguma empresa.

## Histórico
A empresa Mauser apresentou dois designs para Volkspistols sob os nomes “Gerät 25” e “Gerät 26” ("Dispositivos" 25 e 26), que diferiam apenas em suas culatras. Eles foram rejeitados, assim como a arma posteriormente apresentada como “Dispositivo 40” e as amostras da empresa ERMA e do consórcio Gustloff-Steyr.
A empresa Walther apresentou pela primeira vez um modelo em tecnologia de estampagem de chapa metálica que parecia muito semelhante ao "Colt M1911" e foi rejeitado, assim como uma segunda amostra semelhante. Apenas o terceiro modelo com um gatilho de ação simples foi aprovado pela SS, quando o Gabinete de Armas do Exército não estava mais envolvido no projeto.
O modelo aceito era para ser fabricado em grande parte usando tecnologia de estampagem de chapa de metal e externamente era semelhante à Walther P38. O carregador da P38 também podia ser usado.
O "SS-Standartenführer" Erich Purucker enviou à Walther uma ordem de produção, que só foi aceita pela empresa Walther em 4 de janeiro de 1945. A produção começou em 12 de fevereiro de 1945, e as primeiras armas deveriam ser entregues em 30 de março. A cidade de Zella-Mehlis, onde ficava a sede da Walther, foi ocupada por unidades da 90ª Divisão de Infantaria dos Estados Unidos em 7 de abril. Portanto, apenas alguns poucos exemplares dessa arma deixaram a fábrica.